# Борисов, Василий Петрович (учёный)
Васи́лий Петро́вич Бори́сов (род. 6 марта 1937, г. Орёл) — советский и российский учёный, историк науки и техники, специалист в области вакуумной техники. Доктор технических наук.

## Биография
В 1961 году окончил Московское Высшее техническое училище им. Н. Э. Баумана (ныне — Московский государственный технический университет им. Н. Э. Баумана). В 1961—1963 годах работал на предприятии п/я 3661 в должности инженера-конструктора. С 1963 по 1967 год был аспирантом и научным сотрудником Института истории естествознания и техники АН СССР (ИИЕТ). Начиная с 1967 по 1989 год работал в НИИ вакуумной техники (с 1982 г. — им. С. А. Векшинского) Министерства электронной промышленности в должности старшего научного сотрудника, затем начальника лаборатории, начальника отдела. С 1990 года занимался исследовательской работой в ИИЕТ, являясь заведующим сектором, руководителем проблемной группы, а с 2005 года — заместителем директора Института по научной работе (в 2009—2010 годах исполнял обязанности директора). С июля 2015 года — главный научный сотрудник ИИЕТ им. С. И. Вавилова РАН.

## Научная деятельность
Работая после окончания МВТУ им. Н. Э. Баумана в Конструкторском бюро, В. П. Борисов внес вклад в создание вакуумных камер для испытания техники, предназначенной для работы в космосе. Как сотрудник НИИ вакуумной техники им. С. А. Векшинского, он принимал участие в исследованиях, связанных с разработкой институтом средств получения, измерения и сохранения вакуума, созданием технологии и оборудования для изготовления различных видов электровакуумных приборов и изделий микроэлектроники. Им опубликован ряд работ, в которых анализируется применение вакуумных технологических процессов в электронной промышленности, даётся прогноз развития вакуумной техники на долгосрочную перспективу /1/.
В Институте истории естествознания и техники РАН В. П. Борисов в течение ряда лет руководил научно-исследовательским проектом «Российские учёные и инженеры в эмиграции». В результате реализации этого проекта сотрудниками Института были написаны десятки книг и сотни публикаций, посвященных работе и вкладу в мировую науку и технику российских ученых и инженеров, работавших за рубежом. Начав публиковать в 1990-е годы статьи и затем издав две книги об авторе фундаментальных работ в области электронного телевидения В. К. Зворыкине, Борисов по существу вернул на родину имя «отца телевидения», долгое время находившегося в забвении в СССР из-за его «белоэмигрантского» прошлого /2/. Десятки публикаций и три книги Борисова посвящены истории российской и мировой радиоэлектроники, тенденциям её развития, людям, трудом которых на протяжении XX века были достигнуты значительные успехи в развитии этой области науки и техники.

## Научно-общественная деятельность
С середины 1990-х годов значительное место в работе Борисова занимает популяризация научных знаний. В этот период по материалам его статей
программа «Цивилизация» Центрального телевидения сняла телефильм о В. К. Зворыкине. По предложению руководителя программы Л. Николаева Борисов написал сценарий для фильма об академике А. И. Берге, был научным консультантом фильмов о С. А. Векшинском, А. Нобеле, Д. А. Сарнове и др.
Общественный резонанс получили снятые с использованием книг и научного консультирования Борисова кинофильмы «Владимир Зворыкин. Русский подарок Америке», (реж. И. Голубева, премия «Золотой Витязь», 2008) и «Зворыкин — Муромец» (реж. Л. Парфенов, 2010). В год 125-летия со дня рождения изобретателя электронного телевидения памятники В. К. Зворыкину были установлены в Москве и его родном городе Муроме.
Членство в международных и российских обществах и комитетах
- Член Российского национального комитета по истории науки и техники;
- Член Международного комитета по истории техники (ICOHTEC);
- Член Американского общества истории науки (AHSS);

Спортивная деятельность
Помимо научной работы, занимался развитием спортивного сквоша в России. Получил сертификат тренера по сквошу в Национальном центре спорта Лиллешалл, Англия (1992). С 1991 по 2008 год являлся Президентом Федерации сквоша СССР, затем России. По его инициативе Федерация сквоша России вступила в Европейскую и Международную федерации сквоша; начиная с 1992 года российские спортсмены (А. Рощупкин, М. Горячева, О. Голенко, А. Северинов, С. Кострыкин, Е. Глинчикова, П. Сергеев и др.) принимали участие в чемпионатах Европы и других международных турнирах по сквошу.

### Член редколлегии журналов
- «История и педагогика естествознания»;
- Серия РАН «Научно-биографическая литература»;
- «Электросвязь. Историческое приложение»;
- «Vulkan. The International Journal of the Social History of Military Technology»

### Награды
- Звание и почётный знак «Почётный радист Российской Федерации»;
- Диплом и почётный знак «За вклад в развитие Политехнического музея»;
- Памятная медаль им. академика С. А. Векшинского;
- Медаль ВДНХ

## Основные работы
Автор 12 монографий и более 200 научных публикаций.
Книги
- Сергей Аркадьевич Векшинский. М: Наука, 1988 («Научно-биографическая серия»)
- Вакуум: от натурфилософии до диффузионного насоса. М., 2001, 144 с.
- Владимир Козьмич Зворыкин. М.: Наука, 2002, 148 с.
- Из истории отечественной радиоэлектроники. М., 2010, 208 с.
- Зворыкин. М.: Молодая гвардия, 2013 (сер. ЖЗЛ)
- Экология культуры: к 110-летию со дня рождения Д. С. Лихачева (1906—1999). М., Ленанд, 2016 (совместно с А. Г. Назаровым, М. С. Вальдес Одриосола и др.).
- Вихревая динамика развития науки и техники. Россия / СССР. Первая половина XX века: в 2 т. Том II: Экстремальный режим развития науки и техники / отв. ред. чл.-корр. РАН Ю. М. Батурин. — М.: ИИЕТ РАН, Саратов, «Амирит», 2018. — 721 с. (совместно с Г. П. Аксеновым, Ю. М. Батуриным и др.).

Статьи
Транзисторная революция второй половины XX в. на фоне холодной войны // Вопросы истории естествознания и техники, 2021 , т. 42, № 3, с. 466—479.
- Научный поиск под прессом высокой ответственности: развитие технологии электромагнитного разделения изотопов в рамках Атомного проекта СССР // Управление наукой: теория и практика, 2021. Т. 3, No 1. С. 120—135.
- Открытие творческого наследия «закрытого» академика С. А. Векшинского и его участие в атомном проекте // Вопросы истории естествознания и техники. 2019. Т. 40. № 2. С. 322—345.
- Дружба, проверенная временем. Переписка П. Л. Капицы и С. А. Векшинского в 1940—1950-х годах // Вестник Российской Академии наук. т. 88, № 12, 2018. С. 1147—1152.
- Development of Microelectronics and the Postwar Scientific and Technological Revolution // International Conference on Engineering Technologies and Computer Science (EnT), IEEE, 2018, p. 27-29.
- Историк науки «на плечах гигантов»: автобиографический опыт воссоздания образов ученых прошлого // Вопросы истории естествознания и техники , 2017 , т. 38, № 4, с. 685—699
- Electronics in Russia and Socio-Economic Reforms // 2017 IEEE International Workshop on Engineering Technologies and Computer Sciences (EnT). P. 15-18.
- Technology in Russia: History, Events, Views // ICON: The Journal of the International Committee for the History of Technology, 2016, Vol. 22, p. 20-27
- С. А. Векшинский и река времени // Вакуумная техника, материалы и технология. Материалы XI Международной научно-технической конференции. М. 2016. С. 333—345
- «Одинокие идеи» (по Лорену Грэхему) и развитие российской электроники // Институт истории естествознания и техники им. С. И. Вавилова РАН. Годичная научная конференция. М. 2015, т. 1, с. 75-86.
- Cooperation between East and West: History of Technology in the USSR and the ICOHTEC // ICON. Journal of the International Committee for the History of Technology. 2014. Vol. 20, No. 1. P. 26-32.
- Путь к Новой науке. К 450-летию со дня рождения Галилео Галилея // Институт истории естествознания и техники им. С. И. Вавилова РАН. Годичная научная конференция. М. 2014, с. 26-33.
- Электроника СССР и России до и после проведения социально-экономических реформ // Труды международного симпозиума «Отношение общества и государства к науке в условиях современных экономических кризисов: тенденции, модели, поиск путей улучшения взаимодействия». Киев. 2013, с. 88-94.
- Достижения и злоключения «русского американца» Владимира Зворыкина // Вестник Российской Академии наук. Т. 83, № 2, 2013, с. 143—156.
- «Отец телевидения» под колпаком ФБР. 1940-е годы в жизни выдающегося ученого и изобретателя В. К. Зворыкина // Вопросы истории естествознания и техники. 2012, № 2, с. 70-89.
- Representatives of the Russian School of Applied Mechanics S.P. Timoshenko and J.M. Khlytchiev in the Emigration // A Distant Accord. Russian-Serbian Links in the Field of Science, Humanities and Education: the 19th — the first half of the 20th century. Liceum Vol. 13. Kragujevac-St. Petersburg. 2010. P. 133—139.
- Изобретение электронного телевидения // Вестник Российской Академии наук. Т. 80, № 1, 2010, с. 73-78.
- Забыть прошлое — не иметь будущего / Очерки истории российской электроники. Вып. 3. М. 2009, с. 9-24.
- Д. И. Менделеев и развитие физики разреженных газов (К 175-летию со дня рождения Д. И. Менделеева) // Институт истории естествознания и техники им. С. И. Вавилова РАН. Годичная научная конференция. М. 2009, с. 18-27.
- Рождение телевидения в Стране Советов // Вопросы истории естествознания и техники. 2007, с. 109—131.
- Борис Бахметев — посол, мечтатель, учёный // Природа. 2006. № 3, с. 92-96.
- Science in History: Eastern Europe and Russia // Science, Technology, and Society. 2004. N.Y. Oxford Univ. Press, pp. 188—197.
- Technology in History: Eastern Europe and Russia // Science, Technology, and Society. 2004. N.Y. Oxford Univ. Press, pp. 264—272.
- Выдающиеся представители научно-инженерных школ Петербурга — эмигранты первой волны // История науки и техники в Санкт-Петербурге. СПб. 2004, с. 74-84.
- Изобретение вакуумного насоса и крушение догмы «боязни пустоты» // Вопросы истории естествознания и техники. 2002. Вып.4, с. 650—671.